# Наалдвейк
Наалдвейк (англ. Naaldwijk) — місто в нідерландській провінції Південна Голландія. Це частина муніципалітету Вестленд і розташована близько 10 км на південний захід від Гааги.
Наалдвейк розташований у самому серці Вестленду. Найбільшою галуззю економіки є тепличне садівництво. Найбільший квітковий аукціон у світі, яким керує FloraHolland, можна знайти в сусідньому селі Хонселерсдейк.
Раніше Наалдвейк був самостійним муніципалітетом і займав площу 25,33 км² (з них 0,23 км² води). До нього входили міста Хонселерсдейк і Маасдейк.
1 січня 2004 року муніципалітет Наалдвейк був об'єднаний із сусідніми муніципалітетами Де Лієр, С-Гравензанде, Монстер і Ватерінген, щоб створити муніципалітет Вестланд. Зараз Наалдвійк є адміністративною столицею Вестленду.
Населення села «Наалдвейк» становить близько 15 440 осіб. Населення статистичної області «Наалдвейк», яка також може включати навколишню сільську місцевість, становить близько 17 370 осіб.

## Галерея

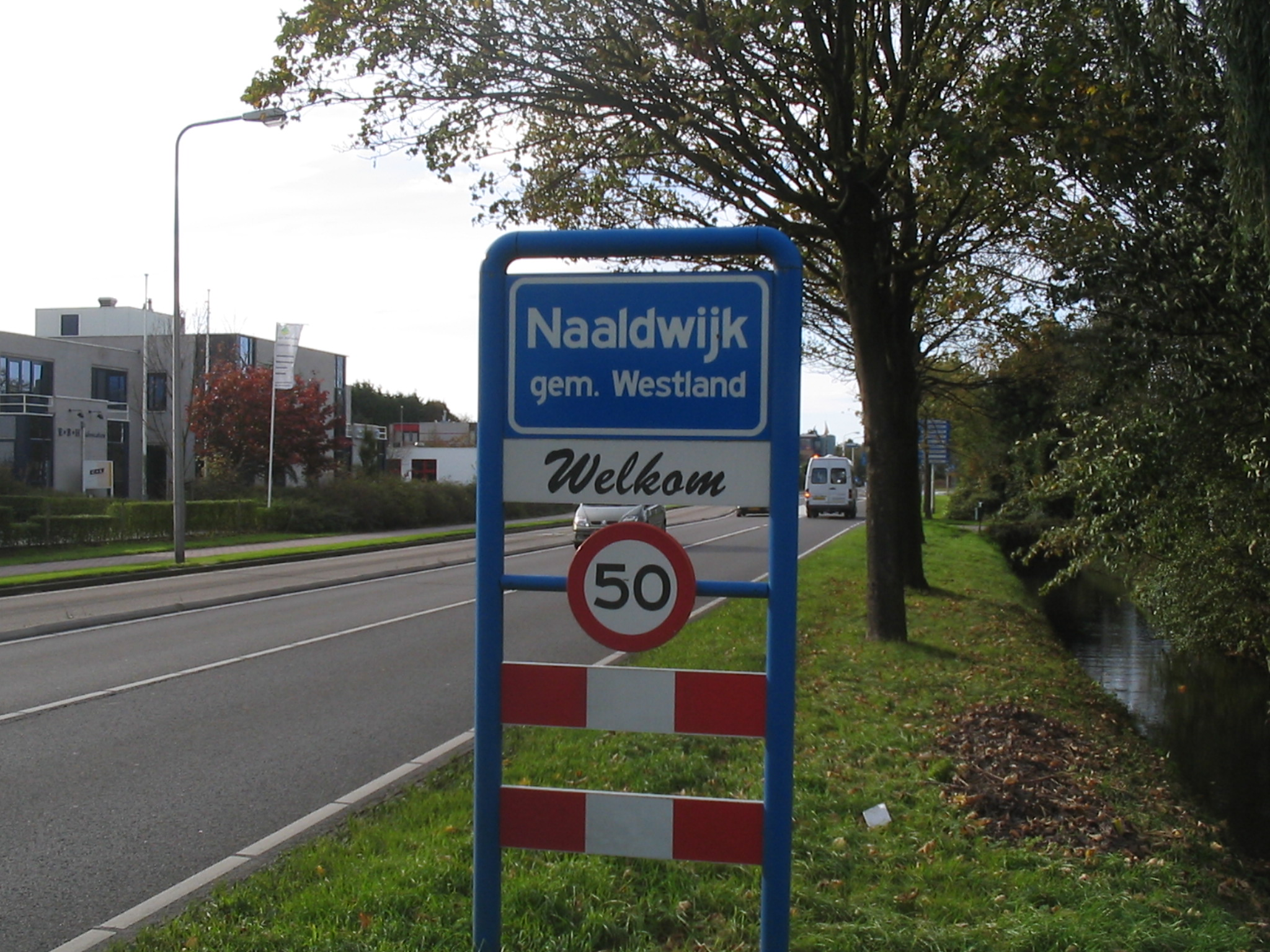
Вітальний знак
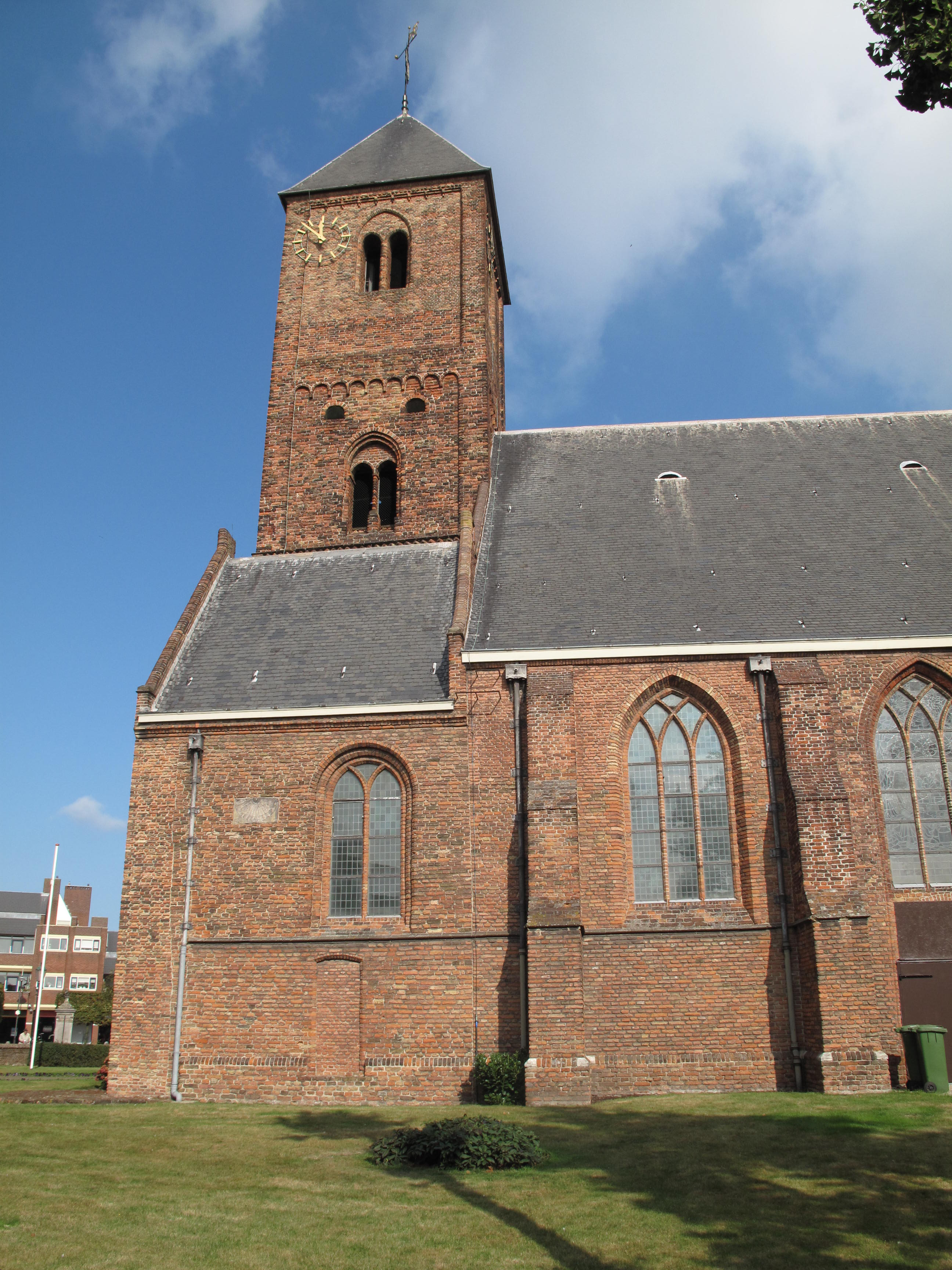
Стара церква
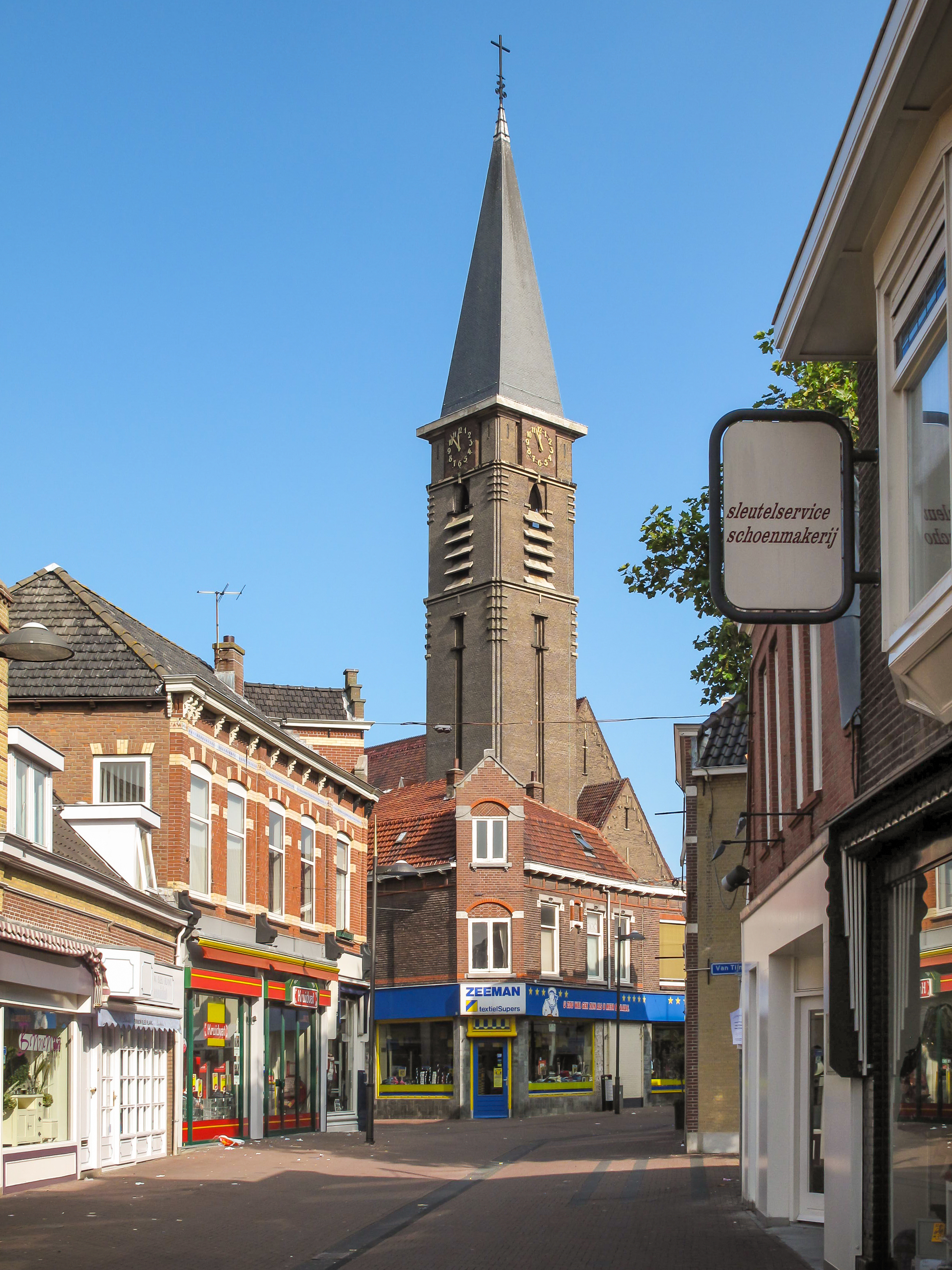
Церква Святого Адріана
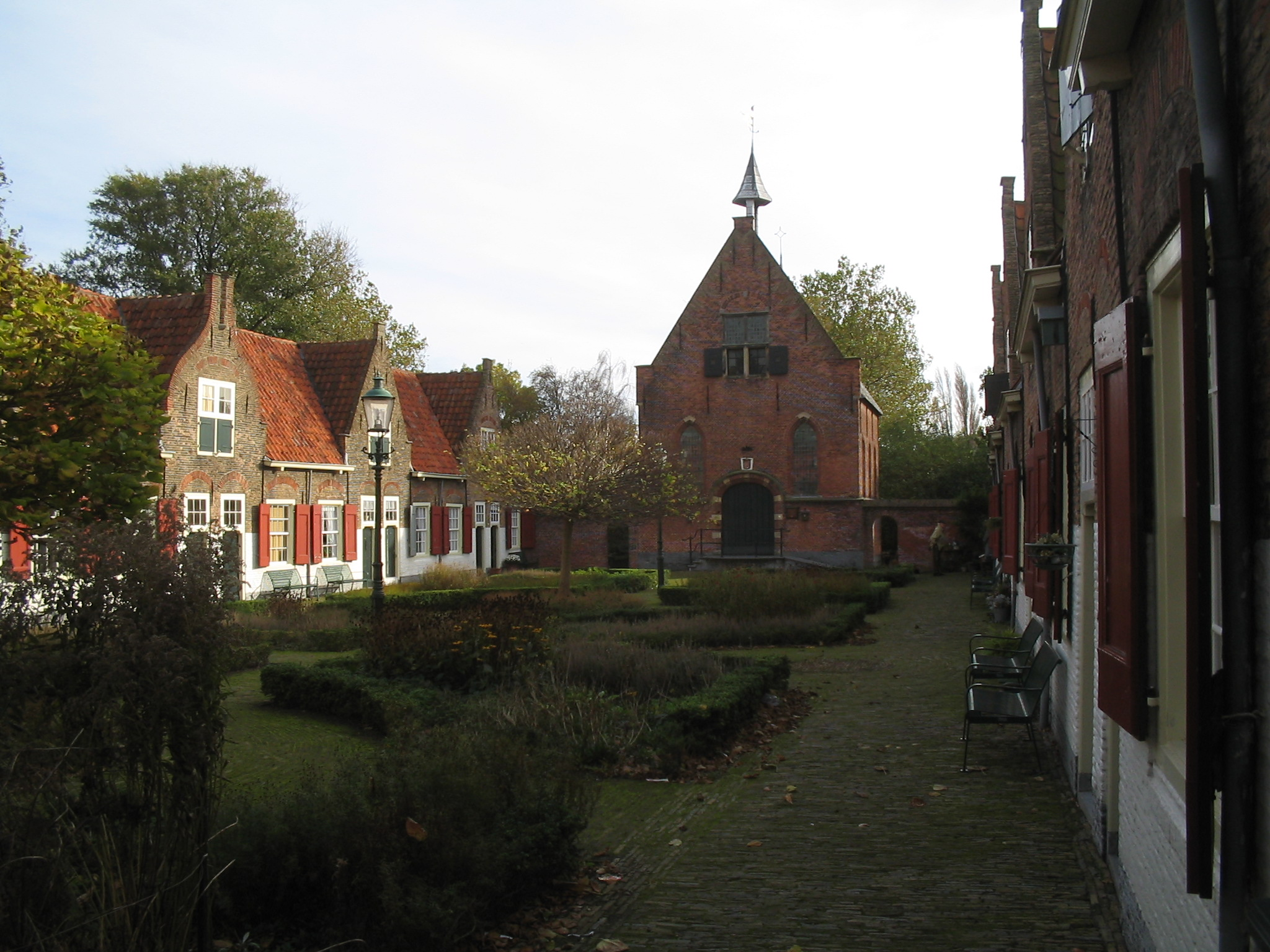
Святий гестхоф
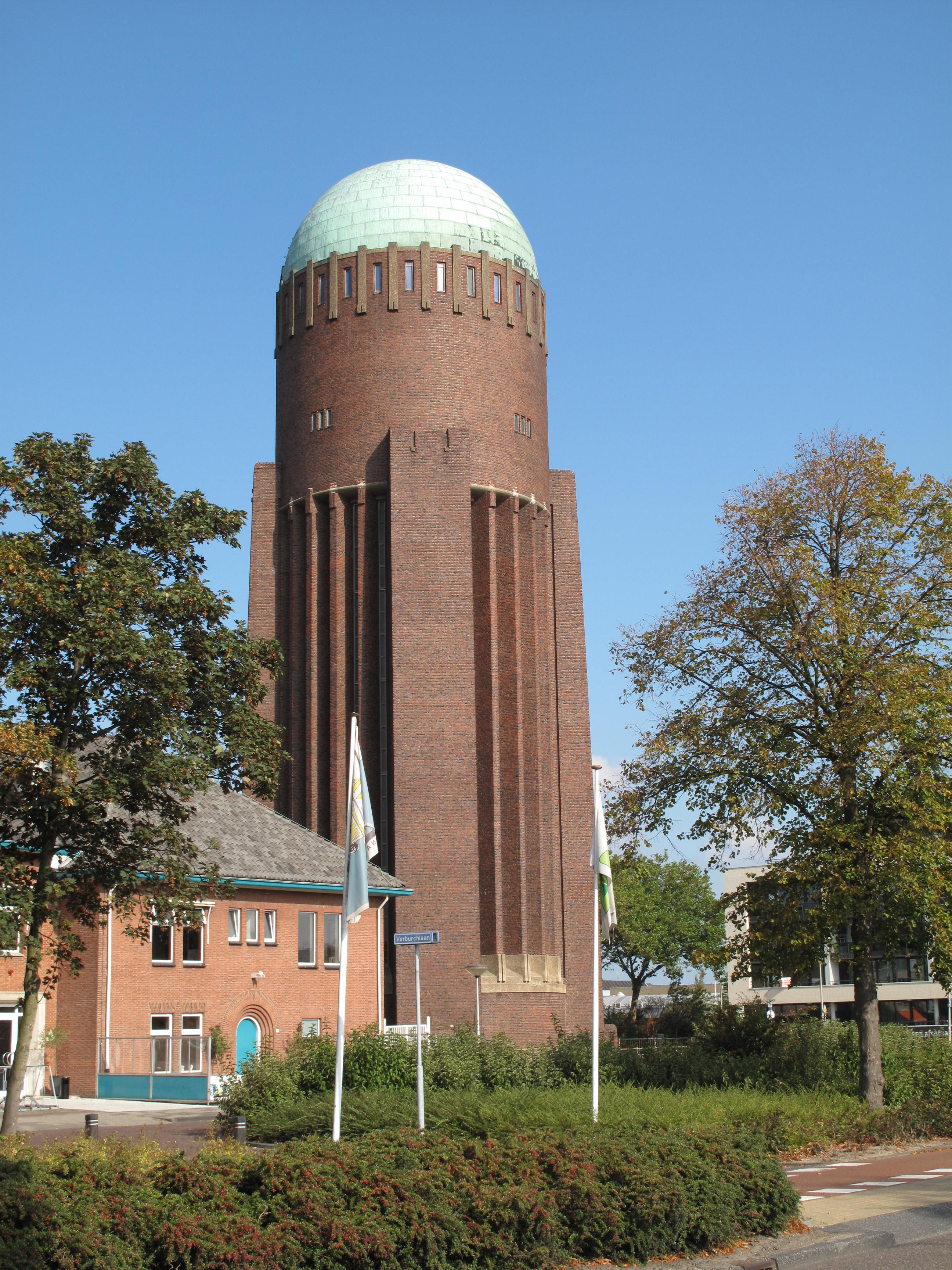
Водонапірна башта
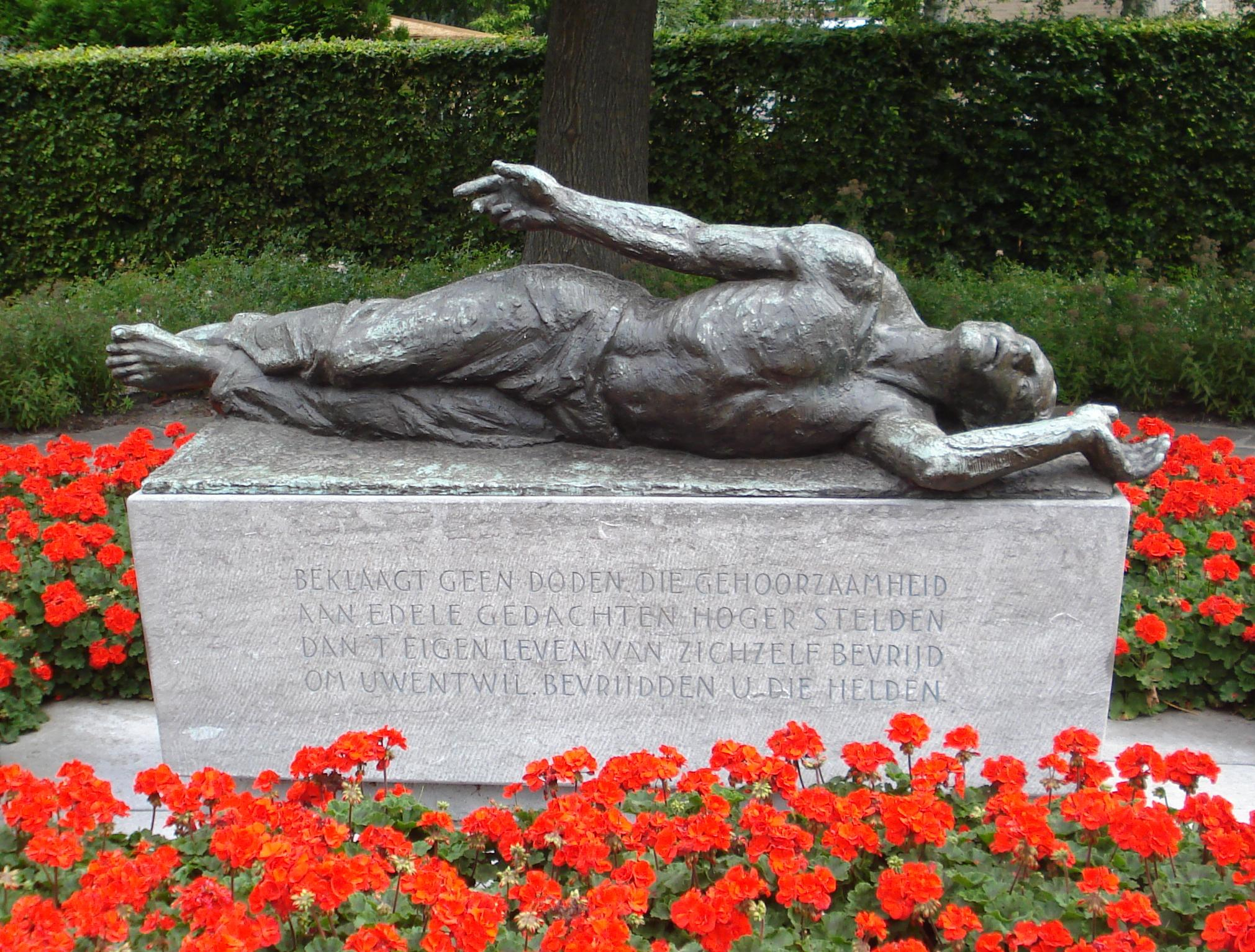
Пам'ятник полеглі Марі Андріссен